# Big Scrub
De Big Scrub was het grootste subtropische regenwoud in Oost-Australië. In de negentiende eeuw is een groot deel ervan gekapt door de kolonisten. Een klein deel bleef bespaard. Tegenwoordig is er minder dan 1% van het oorspronkelijke regenwoud over.
De Big Scrub lag aan de noordkust van New South Wales, tussen de tegenwoordige steden Byron Bay (oost) en Lismore (west). Het hart van de Big Scrub bestond uit zo’n 900 vierkante kilometer subtropisch regenwoud. 
In het gebied leefden oorspronkelijk de Bundjalung Aboriginals. Zij bewogen zich voort over smalle wandelpaden. Daarnaast onderhielden ze een paar kleine open plekken om te kamperen en te jagen. Ze leefden voornamelijk van voedsel dat het regenwoud hun bood.
In het Big Scrub groeiden vooral veel witte Booyongs (Heritiera trifoliolata) en Australische rode Ceder (Toona australis). Deze laatste werd veel gekapt vanwege de goede kwaliteit van het hout. De ceder waren de eerste uitheemse mensen die het Big Scrub gebied binnenkwamen.
Later gaf de regering van New South Wales stukken van het land aan potentiële boeren.  Zij moesten het gebied ontdoen van de bomen om er bouwland en graasgebied van maken. Hierna werd het grootste de van de Big Scrub gekapt en werden de overlevende Aboriginals in kampen geplaatst. 
In de twintigste eeuw kreeg men meer interesse in de regenwouden en het behouden daarvan. Hierdoor werd meer energie besteed om de weinige overblijfselen van de Big Scrub te beschermen. De belangrijkste overblijfselen zijn het Big Scrub Flora Reservaat, het Victoria Park Nature Reservaat, Davis Scrub, Boatharbour en Hayter's Hill. Deze overblijfselen zijn onderdeel geweest van ecologische restauratie projecten zoals het verwijderen van uitheems onkruid. 
Big Scrub overblijfselen zijn de laatste jaren een bron geworden voor inheems voedsel dat elders weer aangeplant wordt, bijvoorbeeld de macadamia noot, riberry en vingerlimoen. Nu groeien de macadamia-noten over een groot deel van het Big Scrub gebied.